# Дејвис куп 2009.
Дејвис куп 2009 је 98 сезона овог најзначајнијег такмичења националних репрезентација у мушком тенису, у којем учествују 124 екипе.
У Светској групи учествује 16 екипа.
Први мечеви се играју 6-8. марта.

## Светска група
| Састав светске групе у 2009 | Састав светске групе у 2009 | Састав светске групе у 2009 | Састав светске групе у 2009 |
| --------------------------- | --------------------------- | --------------------------- | --------------------------- |
| Аргентина                   | Аустрија                    | Чиле                        | Чешка                       |
| Француска                   | Хрватска                    | Израел                      | Немачка                     |
| Холандија                   | Румунија                    | Русија                      | Србија                      |
| Сједињене Државе            | Швајцарска                  | Шведска                     | Шпанија                     |

### Жреб

#### Осмина финала
Мечеви се одиграни 6-8. марта
| бр. меча | 1 екипа              | Резултат | 2. екипа    | Место                        | Подлога      |
| 1.       | Аргентина (1)        | 5:0      | Холандија   | Буенос Ајрес, Аргентина      | шљака (зат)  |
| 2.       | Француска (8)        | 2:3      | Чешка       | Острава, Чешка               | тепих (зат.) |
| 3.       | Сједињене Државе (4) | 4:1      | Швајцарска  | Бирмингам, САД               | тврда (зат.) |
| 4.       | Хрватска (5)         | 5:0      | Чиле        | Пореч, Хрватска              | тврда (зат.) |
| 5.       | Израел               | 3:2      | Шведска (6) | Малме, Шведска               | тепих (зат.) |
| 6.       | Румунија             | 1:4      | Русија (3)  | Сибињ Румунија               | тепих (зат.) |
| 7.       | Аустрија             | 2:3      | Немачка (7) | Гармиш-Партенкирхен, Немачка | тврда (зат.) |
| 8.       | Србија               | 1:4      | Шпанија (2) | Бенидорм, Шпанија            | шљака (зат.) |

#### Четвртфинале
Мечеви се одиграни 10-12. јули
| бр. меча | 1 екипа              | Резултат | 2. екипа      | Место            | Подлога      |
| -------- | -------------------- | -------- | ------------- | ---------------- | ------------ |
| 1.       | Чешка                | 3:2      | Аргентина (1) | Острава, Чешка   | тврда (зат.) |
| 2.       | Сједињене Државе (4) | 2:3      | Хрватска (5)  | Пореч, Хрватска  | тврда (зат.) |
| 3.       | Израел               | 4:1      | Русија (3)    | Тел Авив, Израел | тврда (зат.) |
| 4.       | Немачка (7)          | 2:3      | Шпанија (2)   | Марбеља Шпанија  | шљака        |

#### Полуфинале
Мечеви се играју 18-20. септембра
| бр. меча | 1 екипа | Резултат | 2. екипа     | Место               | Подлога |
| -------- | ------- | -------- | ------------ | ------------------- | ------- |
| 1.       | Чешка   | 4:1      | Хрватска (5) | Пореч Хрватска      | шљака   |
| 2.       | Израел  | 1:4      | Шпанија (2)  | Торе-Пачеко Шпанија | шљака   |

#### Финале
Меч одигран 4-6. децембар
| бр. меча | 1 екипа | Резултат | 2. екипа | Место              | Подлога      |
| -------- | ------- | -------- | -------- | ------------------ | ------------ |
| 1.       | Шпанија | 5:0      | Чешка    | Барселона, Шпанија | шљака (зат.) |

| · Шпанија · 5 | Дворана Сан Ђорди, Барселона, Шпанија 4. децембар - 6. децембар 2009. шљака (зат.) | Дворана Сан Ђорди, Барселона, Шпанија 4. децембар - 6. децембар 2009. шљака (зат.) | · Чешка · 0 |     |     |     |     |  |
| \| \| \| \| 1 \| 2 \| 3 \| 4 \| 5 \| \| \| - \| \| ------------------------------------------------------------------- \| --- \| --- \| --- \| --- \| --- \| \| \| 1 \| \| Рафаел Надал Томаш Бердих \| 7 5 \| 6 0 \| 6 2 \| \| \| \| \| 2 \| \| Давид Ферер Радек Штјепанек \| 1 6 \| 2 6 \| 6 4 \| 6 4 \| 8 6 \| \| \| 3 \| \| Фелисијано Лопез / Фернандо Вердаско Томаш Бердих / Радек Штјепанек \| 7 6 \| 7 5 \| 6 2 \| \| \| \| \| 4 \| \| Рафаел Надал Јан Хајек \| 6 3 \| 6 4 \| \| \| \| \| \| 5 \| \| Давид Ферер Лукас Длухи \| 6 4 \| 6 2 \| \| \| \| \| |                                                                                    |                                                                                    |             |     |     |     |     |  |
| |                                                                                    |                                                                                    | 1           | 2   | 3   | 4   | 5   |  |
| 1 | Шпанија · Чешка                                                                    | Рафаел Надал Томаш Бердих                                                          | 7 5         | 6 0 | 6 2 |     |     |  |
| 2 | Шпанија · Чешка                                                                    | Давид Ферер Радек Штјепанек                                                        | 1 6         | 2 6 | 6 4 | 6 4 | 8 6 |  |
| 3 | Шпанија · Чешка                                                                    | Фелисијано Лопез / Фернандо Вердаско Томаш Бердих / Радек Штјепанек                | 7 6         | 7 5 | 6 2 |     |     |  |
| 4 | Шпанија · Чешка                                                                    | Рафаел Надал Јан Хајек                                                             | 6 3         | 6 4 |     |     |     |  |
| 5 | Шпанија · Чешка                                                                    | Давид Ферер Лукас Длухи                                                            | 6 4         | 6 2 |     |     |     |  |

## Америчка зона

### Прва група
- Бразил игра плеј оф за пласман у Светску групу
- Канада
- Колумбија
- Еквадор се пласирао у Светску групу 2010.
- Перу испало у Другу групу за 2010
- Уругвај

### Друга група
- Бахаме
- Доминиканска Република
- Гватемала
- Јамајка
- Мексико
- Холандски Антили
- Парагвај
- Венецуела

### Трећа група
- Барбадос
- Боливија
- Костарика
- Салвадор
- Хаити
- Хондурас
- Порторико
- Куба

### Четврта група
- Аруба
- Бермуди
- Америчка Девичанска Острва
- Панама
- Тринидад и Тобаго

## Евроафричка зона

### Прва група
- Белорусија
- Белгија
- Велика Британија
- Италија
- Република Македонија
- Пољска
- Словачка
- Јужна Африка
- Украјина

### Друга група
- Алжир
- Бугарска
- Кипар
- Данска
- Египат
- Финска
- Грузија
- Мађарска
- Ирска
- Летонија
- Литванија
- Молдавија
- Монако
- Црна Гора
- Португалија
- Словенија

### Трећа група
| - Андора - Босна и Херцеговина - Естонија - Грчка - Исланд - Луксембург - Мадагаскар - Мароко - Намибија - Норвешка - Руанда - Сан Марино - Тунис - Турска |

### Четврта група
- Јерменија
- Обала Слоноваче
- Габон
- Гана
- Уганда
- Зимбабве

## Азијско/Океанијска зона

### Прва група
- Аустралија
- Кина
- Кинески Тајпеј
- Индија
- Јапан
- Казахстан
- Јужна Кореја
- Тајланд
- Узбекистан

### Друга група
- Хонгконг
- Индонезија
- Кувајт
- Малезија
- Нови Зеланд
- Оман
- Пакистан
- Филипини

### Трећа група
- Иран
- Либан
- Океанија
- Саудијска Арабија
- Сингапур
- Сри Ланка
- Сирија

### Четврта група
- Бахаме
- Бангладеш
- Брунеј
- Ирак
- Јордан
- Монголија
- Мјанмар
- Катар
- Туркменистан
- УАЕ
- Вијетнам
- Јемен